# François Verdan
Henri François Louis Verdan, né le 5 septembre 1747 à Cortaillod et décédé le 28 novembre 1818 à Delémont est un fabricant d'indiennes et négociant suisse.

## Famille
François Verdan est le fils de l' imprimeur d'indiennes Jean-Daniel Verdan et de Marguerite de Vaux. En 1767, il épouse Marguerite (* 1746), fille de Jacques Tenderon. Un fils et quatre filles atteignirent l'âge adulte: Marguerite (1768–1833) épouse le marchand Louis Bridel, Sophie (1772–1858) épouse l'associé et entrepreneur Johann Rudolf Neuhaus, Marie-Louise (1774–1836) épouse l'associé Johann Peter Huber et Vérène (1781-1846) l'ingénieur et conseiller Jean-Amadée Watt. Son fils Henri (1770-1832) devint associé et finalement directeur de la manufacture d'indiennes de Bienne .

## Biographie
Après un apprentissage d'imprimer dans les manufactures d'indiennes de Cortaillod, François Verdan reprend avec ses frères la manufacture d'indiennes de Greng en 1775, puis celle de Ruz-de-Combe à Saint-Blaise dès 1779.
En 1781, il part pour le Portugal où sont installés des fabricants d'indiennes biennois et neuchâtelois. Avant de retourner à Bienne, il travaille dans la manufacture de David Schwab à Torres Novas près de Lisbonne. Il acquiert en 1784 la manufacture d'indiennes du Pasquart à Bienne, qu'il développa avec son fils et ses beaux-fils, dont Johann Rudolf Neuhaus.
Progressiste et francophile, il devient membre de la bourgeoisie biennoise. Partisan des idées révolutionnaires et ami de François Augustin Roussel, commissaire du Directoire dans le département du Mont-Terrible, il devint l'un des plus gros acheteurs de biens nationaux de l'évêché de Bâle. Verdan acquit notamment le château épiscopal de Delémont et les métairies du Löwenbourg, propriété du couvent de Lucelle, et de Ritzengrund à Roggenburg. 
En 1798, quand Bienne devint française, il fut élu à l'assemblée électorale du département, qui le nomma haut juré à la haute cour de justice. Vers 1800, il s'établit définitivement à Delémont où il créa une manufacture de tissage et de filature et fut conseiller municipal (1801), puis maire (1805). Jugé trop profrançais, Verdan fut destitué en 1814 par Conrad Charles Frédéric d'Andlau-Birseck. 